# Gaeta
Gaeta település Olaszországban, Lazio régióban, Latina megyében. Lakosainak száma 19 423 fő (2023. január 1.). Gaeta Itri és Formia községekkel határos.

## Népesség
A település lakossága az elmúlt években az alábbi módon változott:
| Lakosok száma | 20 674 | 20 545 | 19 423 |
|               | 2017   | 2018   | 2023   |